# Kenneth Branagh
Sir Kenneth Charles Branagh, ( Belfast, Sjeverna Irska, 10. prosinca 1960.), britanski je redatelj, glumac i scenarist. 
Rođen u Sjevernoj Irskoj, Branagh kao dijete seli sa svojom obitelji u Reading u Englesku. U dobi od 23 godine igrao je glavne uloge u kazališnim komadima s "Royal Shakespeare Company " i često je poređen s Laurenceom Olivierom, koga je i glumio u filmu My Week with Marilyn (2011). Slično Olivieru glumio je u dosta uloga iz Shakespearovih djela a režirao je i dosta filmova po Shakespearovim komadima, hvaljenim od kritičara, kap npr; Henrik V (1989.), Mnogo vike ni za što (1993.), Hamleta (1996.), Love's Labour's Lost (2000.) i As You Like It (2006). Širu slavu je stekao ulogom u TV seriji Fortunes of War (1987).
Glumio je poznatog junaka Henning Mankellovih knjiga, Kurta Wallandera u britanskoj verziji TV serije 2008.
Branagh je od 1989. do 1995. bio oženjen s glumicom Emmom Thompson. 
Branaghu je 2012. dodijeljen naslov Sir.
27. srpnja 2012. glumio je britanskog inženjera Isambarda Kingdoma Brunela koji je recitirao stihove iz Shakespearove Oluje na svečanom otvaranju
Olimpijskih igara u Londonu 2012.

## Filmografija (kao glumac)
- Mjesec dana na selu (A Month in the Country, 1988.)
- Henry V, 1989.
- Ponovo mrtav (Dead Again, 1991.)
- Peterovi prijatelji (Peter's Friends, 1992.)
- Swing Kids, (1993.)(nije potpisan)
- Mnogo vike ni za što (Much Ado About Nothing, 1993.)
- Mary Shelley's Frankenstein, 1994.
- Otelo (Othello, 1995.)
- Hamlet (Hamlet, 1996.)
- The Gingerbread Man, (1998.
- Teorija leta (The Theory of Flight, 1998.)
- Slavna osoba (Celebrity, 1998.)
- 'Wild Wild West, 1999.
- Put za Eldorado (The Road to El Dorado, 2000.) (pozajmio glas)
- Love's Labour's Lost, (2000.)
- Rabbit-Proof Fence, 2002.
- Kako ubiti susjedovog psa (How to Kill Your Neighbor's Dog, 2002.)
- Harry Potter i Odaja tajni (Harry Potter and the Chamber of Secrets, 2002.)
- Warm Springs, (2005.)
- Operacija Valkira (Valkyrie,  (2008.)
- Rocknroll brod (Pirate Radio: The Boat That Rocked, 2009.)
- Moj tjedan s Marilyn (My Week With Marilyn, 2011.)
- Jack Ryan: Poziv iz sjene (Jack Ryan: Shadow Recruit, 2014.)
- Mindhorn, 2016.
- Dunkirk, 2017.
- Ubojstvo u Orient Expressu (Murder on the Orient Express, 2017.)

## Filmografija (kao redatelj)
- Henry V, 1989.
- Ponovo mrtav (Dead Again, 1991.)
- Labudova pjesma (Swan Song, 1992.)
- Peterovi prijatelji (Peter's Friends, 1992.)
- Mnogo vike ni za što (Much Ado About Nothing, 1993.)
- Mary Shelley's Frankenstein, 1994.
- A Midwinter's Tale, (1996.)
- Hamlet (Hamlet, 1996.)
- Love's Labour's Lost (2000.)
- Čarobna frula (The Magic Flute, 2006.), prema Mozartovoj operi
- As You Like It, 2006.
- Sleuth (2007.)
- Thor (2011.)
- Jack Ryan: Poziv iz sjene (Jack Ryan: Shadow Recruit, 2014.)
- Pepeljuga (Cinderella, 2015.)
- Ubojstvo u Orient Expressu (Murder on the Orient Express, 2017.)